# تشيت سيمونز
تشيت سيمونز (بالإنجليزية: Chet Simmons)‏ هو محرر أمريكي، ولد في 11 يوليو 1928 في نيويورك في الولايات المتحدة، وتوفي في 25 مارس 2010 في أتلانتا في الولايات المتحدة.

## وصلات خارجية
- تشيت سيمونز على موقع إن إن دي بي (الإنجليزية)